# Andrzej z Jaszowic
Andrzej z Jaszowic – polski duchowny żyjący w XV wieku, jeden z tłumaczy Biblii królowej Zofii.

## Życiorys
Andrzej z Jaszowic był kapelanem królowej Zofii, czwartej żony Władysława Jagiełły. Wiadomość o tłumaczu pochodzi z zaginionego dzieła Jasne oko prawdy… Teofila Tarnowskiego wydanego w Wilnie w 1604, który przytoczył wpis znajdujący się w Biblii królowej Zofii: „Dokonały się księgi Zakonu na Grodzie w Nowym Mieście Korczyn. (...) A wykładały się przez ks. Andrzeja, kapłana Jej Mości, dziedzica z Jaszowic”. Odpisu z dzieła Tarnowskiego dokonał Antoni Małecki w 1871.